# 岡田太平治
岡田 太平治（おかだ たへいじ、1865年9月8日（慶応元年7月19日）- 1916年（大正5年）10月26日）は、明治期の大地主、農業経営者、政治家。貴族院多額納税者議員。

## 経歴
大和国平群郡東安堵村（奈良県生駒郡安堵村大字東安堵を経て現安堵町東安堵）で豪農、先代・岡田太平治、やゑ の長男として生まれた。
1891年（明治24年）5月、奈良県会議員に選出され、1893年（明治26年）12月まで1期在任した。1895年（明治28年）5月、安堵村会議員、平群郡斑鳩高等小学校町村連合組合会議員に就任した。
1897年（明治30年）7月の貴族院多額納税者議員選挙で互選され、同年9月29日から1904年（明治37年）9月28日まで1期在任した。